# Pilosocereus chrysacanthus
Pilosocereus chrysacanthus ist eine Pflanzenart in der Gattung Pilosocereus aus der Familie der Kakteengewächse (Cactaceae). Das Artepitheton chrysacanthus bedeutet ‚goldgelbstachelig‘.

## Beschreibung
Pilosocereus chrysacanthus wächst baumförmig, verzweigt meist aus der Basis und erreicht Wuchshöhen von 3 bis 4 Metern. Die mehr oder weniger aufrechten Triebe sind blau-grün. Es sind 9 bis 12 Rippen vorhanden. Die 9 bis 12 gelblichen Dornen werden später dunkler. Die längsten Dornen sind 3 bis 4 Zentimeter lang. Der blühfähige Teil der Triebe ist sehr deutlich ausgeprägt und befindet sich in der Nähe der Triebspitze und auf einer Triebseite. Die Areolen sind dort mit langen weißen Haaren und gelben Dornen besetzt.
Die weißen, rosa überhauchten Blüten sind 7 bis 8 Zentimeter lang. Die kugelförmigen Früchte erreichen Durchmesser von 3 bis 4 Zentimetern und enthalten ein purpurfarbenes Fruchtfleisch.

## Verbreitung, Systematik und Gefährdung
Pilosocereus chrysacanthus ist in den mexikanischen Bundesstaaten Guerrero, Puebla und Oaxaca verbreitet.
Die Erstbeschreibung als Pilocereus chrysacanthus wurde 1897 von Karl Moritz Schumann veröffentlicht. Ronald Stewart Byles und Gordon Douglas Rowley stellten die Art 1957 in die Gattung Pilosocereus. Weitere nomenklatorische Synonyme sind Cereus chrysacanthus (F.A.C.Weber ex K.Schum.) Orcutt (1902), Cephalocereus chrysacanthus (F.A.C.Weber ex K.Schum.) Britton & Rose (1909) und Cephalophorus chrysacanthus (F.A.C.Weber) Boom (1967).
In der Roten Liste gefährdeter Arten der IUCN wird die Art als „Least Concern (LC)“, d. h. als nicht gefährdet geführt.

## Nachweise